# Charles Jeffers
Charles James Jeffers (ur. w 1871 w Lynn, zm. 13 października 1939 w Chelsea) – amerykański strzelec, olimpijczyk.
W 1908 roku był sierżantem sztabowym w 8 Pułku Piechoty Massachusetts. Weteran wojny amerykańsko-hiszpańskiej.
Jeffers wystąpił na Letnich Igrzyskach Olimpijskich 1908 w jednej konkurencji. Uplasował się na 13. pozycji w karabinie dowolnym z 1000 jardów.
Pochowany na Pine Grove Cemetery w mieście Lynn.

## Wyniki

### Igrzyska olimpijskie
| Igrzyska | Konkurencja                  | Wynik   | Miejsce | Źródło |
| -------- | ---------------------------- | ------- | ------- | ------ |
| IO 1908  | Karabin dowolny, 1000 jardów | 88 pkt. | 13      | [ 1 ]  |